# Foto de família
Foto de família (originalment en francès, Photo de famille) és una pel·lícula francesa del 2018 dirigida per Cécilia Rouaud. El 2020 es va estrenar la versió doblada al català.
La pel·lícula s'havia d'anomenar originalment Big Bang.

## Sinopsi
Gabrielle (Vanessa Paradis), Elsa (Camille Cottin) i Mao (Pierre Deladonchamps) són germans, però no s'assemblen. El primer és "estàtua" per als turistes, per a disgust del seu fill adolescent. L'Elsa està enfadada amb tot el món i està desesperada per quedar-se embarassada. I en Mao, un geni dissenyador de jocs deprimit crònicament, ofega la seva malenconia en l'alcohol i la psicoanàlisi. Els seus pares, en Pierre (Jean-Pierre Bacri) i la Claudine (Chantal Lauby), separats durant molt de temps, mai no van fer res per enfortir els vincles de la família. Tanmateix, en el moment del funeral de l'avi, s'hauran de trobar, i respondre, entre tots, la pregunta incòmoda: "Què fer amb l'àvia?».

## Distribució
- Vanessa Paradis: Gabrielle, filla d'en Pierre i la Claudine
- Camille Cottin: Elsa, filla d'en Pierre i la Claudine
- Pierre Deladonchamps: Mao, fill d'en Pierre i la Claudine
- Jean-Pierre Bacri: Pierre
- Chantal Lauby: Claudine, exparella d'en Pierre
- Laurent Capelluto: Tom
- Marc Ruchmann: Stéphane
- Claudette Walker: Mamie
- Jean Aviat: Solal
- Émilie Cazenave: Sandrine
- Guilaine Londez: Françoise, el psicòleg d'en Mao
- Sandra Nkaké: Dominique
- Rio Vega: Kevin
- Sadio Niakaté: Moussa
- Bérangère McNeese: Clara
- Mélissa Theuriau: Candy
- Grégoire Oestermann: el policia